# Sorbus groenlandica
Sorbus groenlandica är en rosväxtart som först beskrevs av C. K. Schneider, och fick sitt nu gällande namn av A., D. Löve. Sorbus groenlandica ingår i släktet oxlar, och familjen rosväxter. Inga underarter finns listade i Catalogue of Life.